# Team Esbjerg
Team Esbjerg Elitehåndbold A/S je rukometni klub iz danskog grada Esbjerga.
Osnovan je 1991. godine spajanjem klubova Håndboldklubben KVIK i Esbjerg Håndbold Klub. Do 2004. je imao muški i ženski klub, a onda se muški klub izdvojio u HH Esbjerg.
Utakmice igra u dvorani Stadionhallen.

## Sastav 2007./2008.
- Therese Brorsson (1)
- Kateryna Valyushek (3)
- Trine Fjelde Olsen (5)
- Annette Knudsen (7)
- Lotte Haandbæk (8)
- Rikke Zachariasen (9)
- Carin Larsen (10)
- Dorthe S. Rask (12)
- Anna Bach Sørensen (13)
- Louise Simonsen (21)
- Stina Madsen
- Nanna Friis
- Karin Lund
- Marta Mangué González (99)

## Vanjske poveznice
- (danski) Homepage Team Esbjerg